# جان موراي
جان موراي (بالإنجليزية: Jan Murray)‏ هو ممثل أمريكي، ولد في 4 أكتوبر 1916 في الولايات المتحدة، وتوفي في 2 يوليو 2006 ببيفرلي هيلز في الولايات المتحدة.

## وصلات خارجية
- جان موراي على موقع IMDb (الإنجليزية)
- جان موراي على موقع ألو سيني (الفرنسية)
- جان موراي على موقع ميوزك برينز (الإنجليزية)
- جان موراي على موقع أول موفي (الإنجليزية)
- جان موراي على موقع قاعدة بيانات برودواي على الإنترنت (الإنجليزية)
- جان موراي على موقع قاعدة بيانات برودواي على الإنترنت (الإنجليزية)
- جان موراي على موقع قاعدة بيانات الأفلام السويدية (السويدية)
- جان موراي على موقع إن إن دي بي (الإنجليزية)
- جان موراي على موقع قاعدة بيانات الفيلم (الإنجليزية)
- جان موراي على موقع كينوبويسك (الروسية)